# Browneopsis disepala
Browneopsis disepala é uma espécie vegetal da família Fabaceae.
Apenas pode ser encontrada no Equador.
Os seus habitats naturais são: florestas secas tropicais ou subtropicais, florestas subtropicais ou tropicais húmidas de baixa altitude, e regiões subtropicais ou tropicais húmidas de alta altitude.